# تئاتر ملی پراگ
تئاتر ملی پراگ (چکی: Národní divadlo) یک سالن نمایش در شهر پراگ، جمهوری چک است.
این تئاتر در سال ۱۸۸۱ تاسیس شده و دارای ۹۸۶ نفر ظرفیت است. در این سالن نمایش کنسرت‌های موسیقی، نمایش‌های تئاتر و باله برگزار میشود.

## نگارخانه

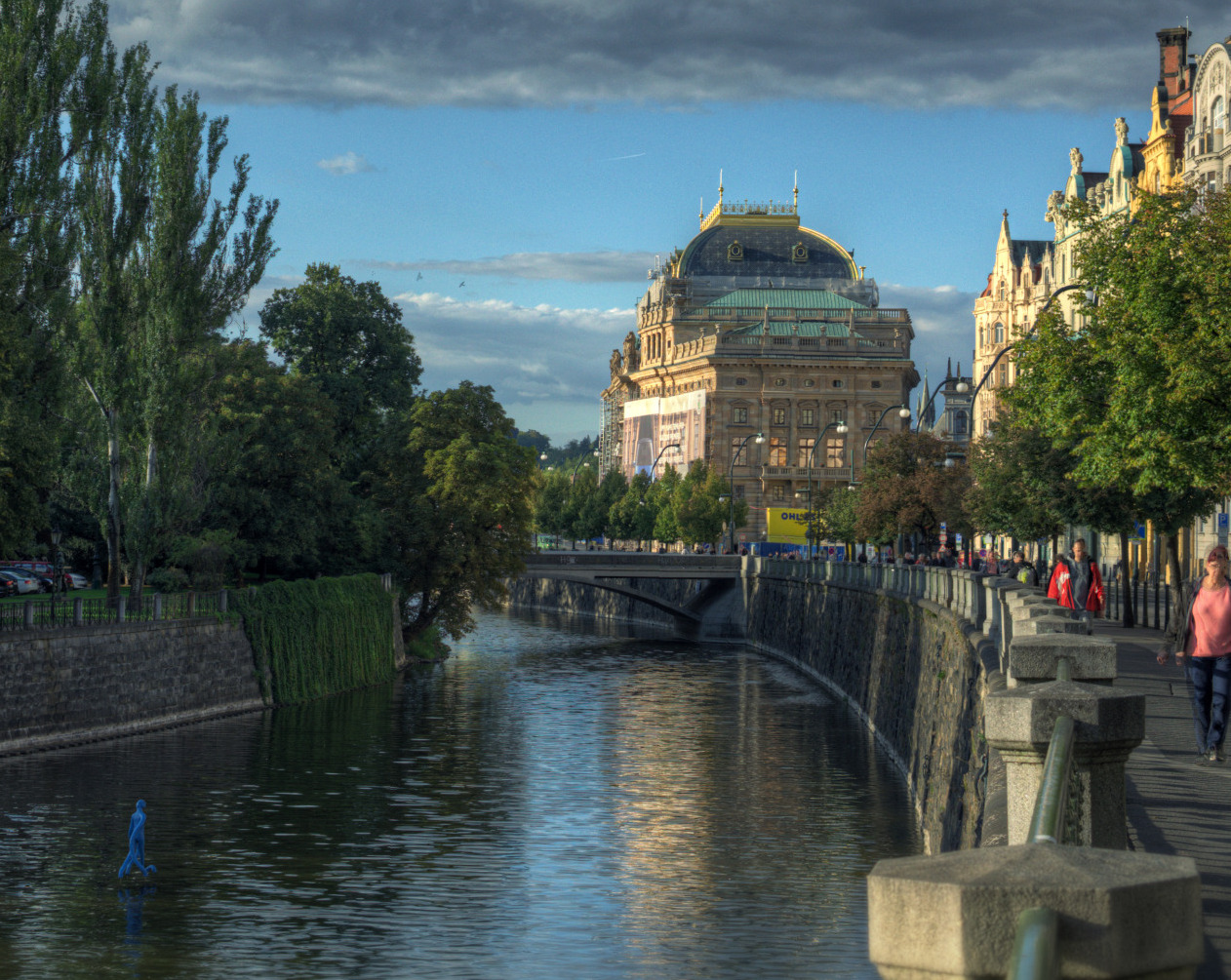
نمایی از تئاتر ملی پراگ
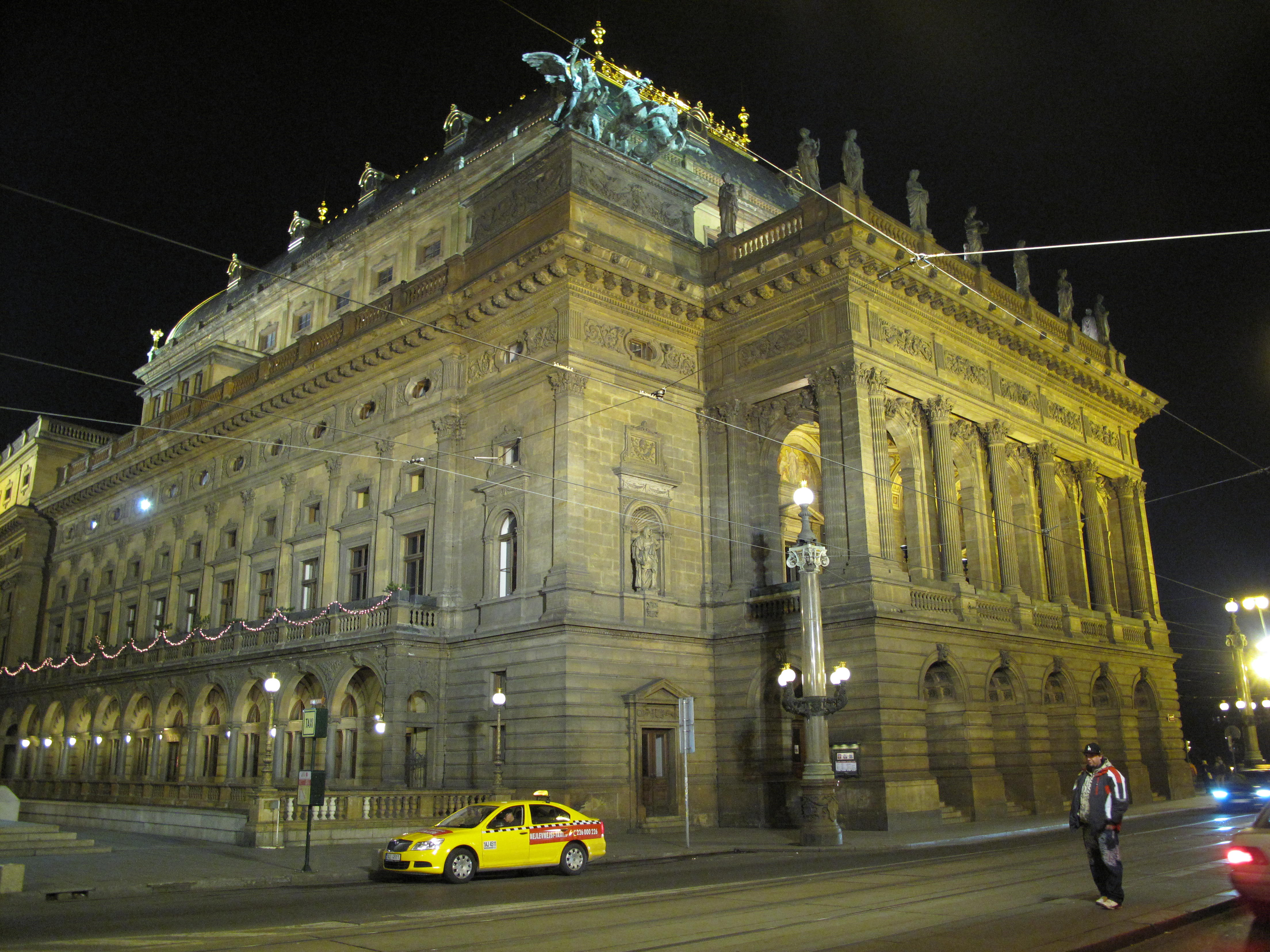
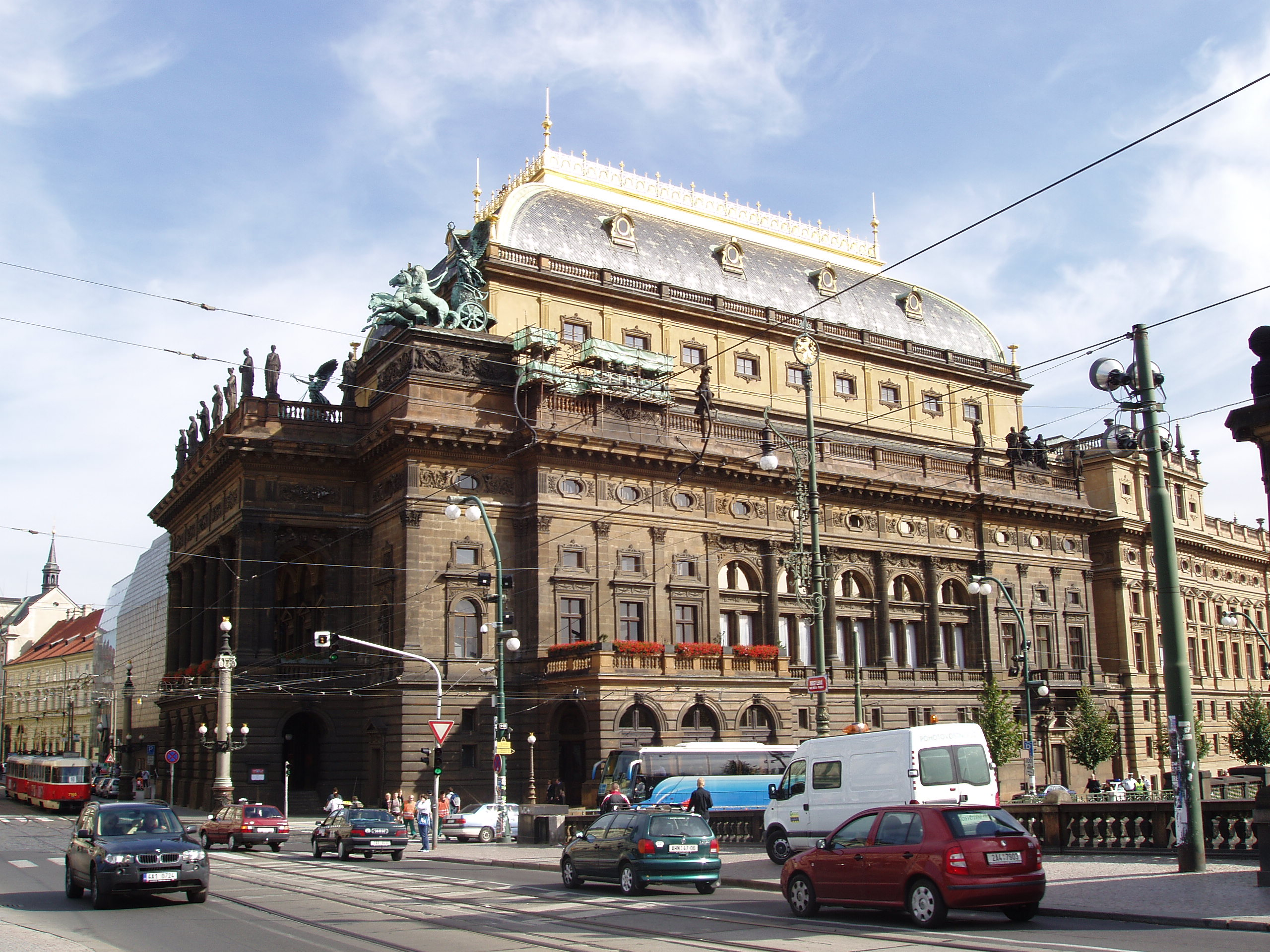
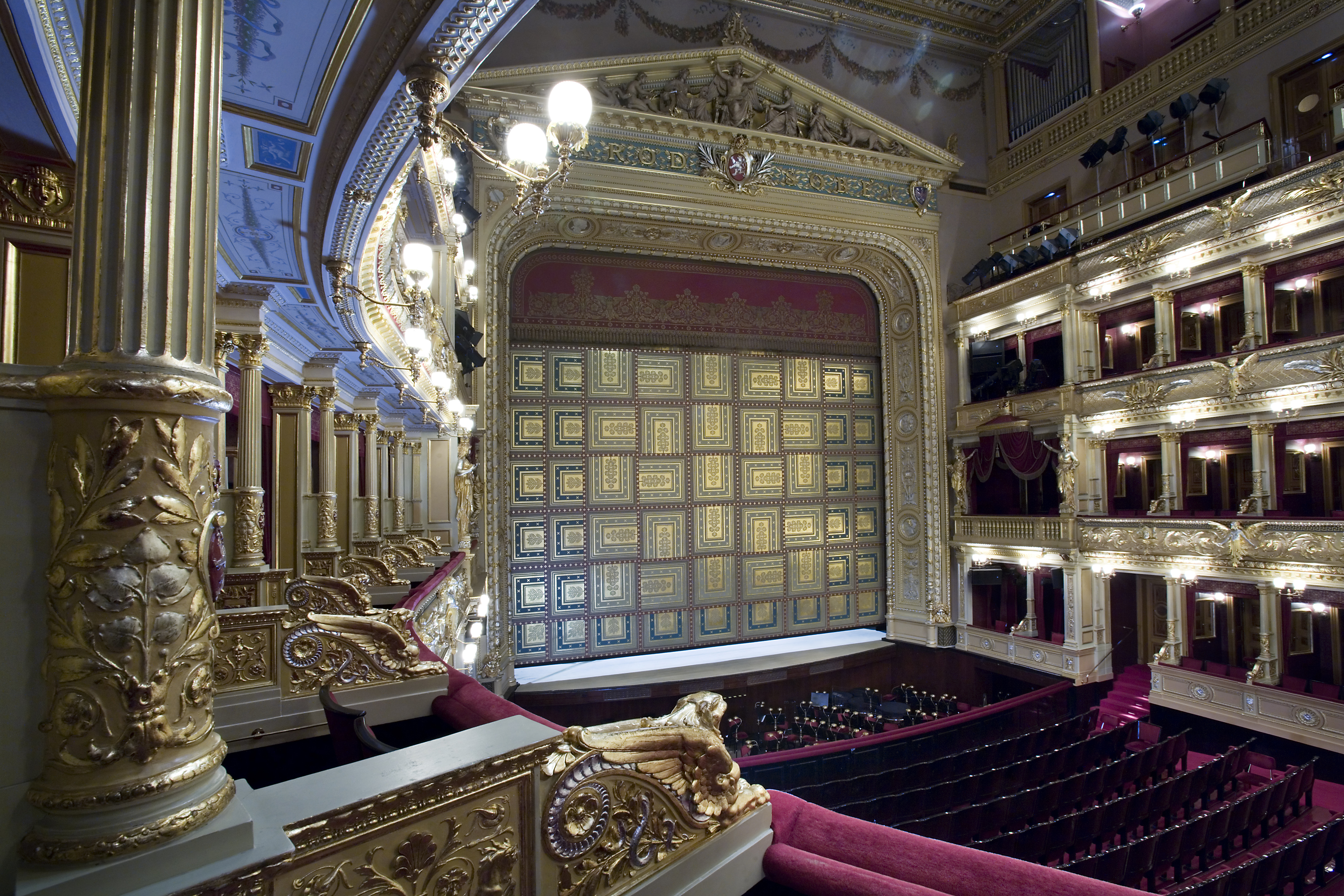
نمایی از داخل تئاتر
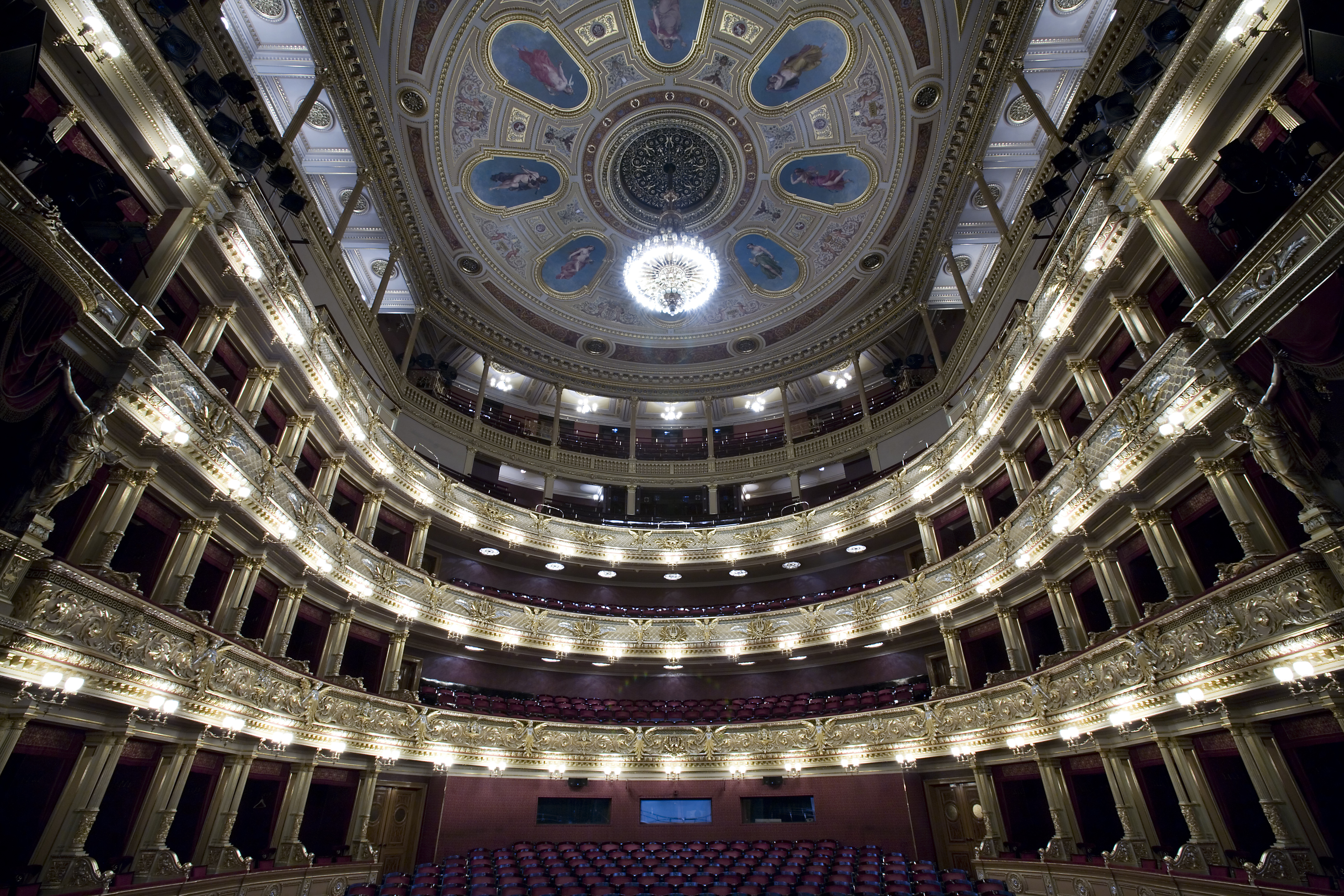
نمایی از داخل تئاتر